# 墨山乡
墨山乡是中华人民共和国江西省宜春市上高县下辖的一个乡。

## 行政区划
墨山乡下辖以下村级行政区划单位：
思泉铺社区、一分场生活区、二分场生活区、三分场生活区和香山分场生活区。